# The Greater Treasure
The Greater Treasure è un cortometraggio muto del 1914. Il nome del regista non viene riportato nei credit del film che era interpretato da John Ince, Rosetta Brice, Joseph Kaufman, Ruth Bryan, Kempton Greene.

## Produzione
Il film fu prodotto dalla Lubin Manufacturing Company.

## Distribuzione
Distribuito dalla General Film Company, il film - un cortometraggio in due bobine - uscì nelle sale cinematografiche statunitensi il 24 giugno 1914.